# Crystallotesta ornata
Crystallotesta ornata är en insektsart som först beskrevs av William Miles Maskell 1885.  Crystallotesta ornata ingår i släktet Crystallotesta och familjen skålsköldlöss. Inga underarter finns listade i Catalogue of Life.